# René Bértholo
René Bértholo (Alhandra, 1935 — Vila Nova de Cacela, 10 de Junho de 2005) foi um artista plástico português, autor de uma obra multifacetada centrada sobretudo na pintura e na escultura mas com incursões por outras áreas (como a música).

## Biografia

### Nascimento e formação
René Bértholo nasceu em 1935, na localidade de Alhandra, filho de Augusto Bértholo.
Frequentou a Escola de Artes Decorativas António Arroio entre 1947 e 1951. Depois de concluir os estudos liceais em 1951, integrou-se na Escola Superior de Belas-Artes de Lisboa, onde esteve eaté 1957. fez parte do grupo de alunos do estudo aquilosado e conservador daquele estabelecimento. Entre 1953 e 1955, foi um dos fundadores e directores da revista Ver, em conjunto com os seus colegas da escola. Começou a expor ainda como aluno da Escola Superior de Belas-Artes de Lisboa, tendo em 1953 feito parte da VII Exposição Geral de Artes Plásticas, a convite de Júlio Pomar, e em 1954 entrou no I Salão de Arte Abstracta. Em 1956 organizou um atelier por cima do Café Gelo, no Rossio, com José Escada, Gonçalo Duarte e João Rodrigues Vieira. René Bértholo também fazia parte de um grupo informal que se reunia no café, onde convivia com vários artistas, como Mário Cesariny, Luiz Pacheco, Herberto Hélder e Mário-Henrique Leiria. Entre 1955 e 1957 esteve na Galeria Pórtico com José Escada, Costa Pinheiro, Teresa Sousa e Lourdes Castro, tendo feito a sua primeira exposição individual naquele espaço em 1956. Aí e noutras exposições da época se afirmou uma nova geração de artistas que maioritariamente optaria pelo exílio, mas o impacto público das suas exposições ficou então assinalado pela reportagem de capa do «Século Ilustrado» (6 Abril 1957) intitulada «Os jovens pintores sem bênção».[carece de fontes?]

Arc-en-Ciel, 1969-71, plexiglass, motor elétrico, etc., 100 x 100 x 31 cm

### Carreira artistica
Em outubro de 1956 casou com Lourdes Castro, e nesse ano viajou até Munique, na Alemanha, onde esteve cerca de um ano, tendo feito exposições com Lourdes Castro, Costa Pinheiro e Gonçalo Duarte. Regressou a Portugal durante algum tempo, e depois fixou-se em Paris, no Inverno de 1958. Naquela cidade criou um dispositivo de serigrafia, que permite a edição da revista KWY, fundada por si e por Lourdes Castro, relacionada com o grupo do mesmo nome,  formado pelo casal e pelos artistas Costa Pinheiro, Gonçalo Duarte, José Escada, João Vieira, Jan Voss e Christo. Como parte do grupo, fez exposições nas cidades de Saarbrücken, Lisboa, Paris e Bolonha. Em Paris tornou-se bolseiro da Fundação Calouste Gulbenkian entre 1959 e 1960. Em 1961, fez os seus primeiros desenhos e monotipias de espalhamento e acumulação de imagens. Em 1963 fez a sua primeira exposição individual no estrangeiro, na Galeria Dragon, em Paris, tendo participado, ao longo da década de 1960, em várias exposições colectivas no âmbito do movimento da Nouvelle Figuration. Uma destas exposições foi a Mythologies Quotidiennes, realizada em 19564 no Museu de Arte Moderna de Paris. A partir de 1966, começou a construir vários objectos com movimento, chamados de modelos reduzidos. Fez parte de uma exposição no Museu de Arte Moderna de Paris, e foi responsável por uma grande pintura mural em Halles, a convite do Centro de Arte Contemporânea. Também fez várias esculturas para espaços urbanos, utilizando betão armado a cores e cerâmica. Pouco tempo depois, René Bértholo e Lourdes Castro separaram-se. Entre 1972 e 1973, esteve em Berlim para estudar a electrónica aplicada à arte, a convite da Deutscher Akademischer Austauschdienst. Construiu a Deskoncertos de Mozika, uma máquina de sons criada a partir dos projetos dos programadores eletrónicos aleatórios usados nas suas esculturas móveis, embora só tenha sido apresentada ao público em 1995.[carece de fontes?]
Na sequência da Revolução de 25 de Abril de 1974, que restaurou a democracia, René Bértholo voltou a Portugal em 1981, tendo-se estabelecido na região do Algarve. Além de trabalhar em pintura, também criava objectos animados, destacando-se a sua máquina de música. Em 1983, criou uma obra de arte para o Hospital do Barreiro.[carece de fontes?]
Em 2000, foi organizada uma exposição retrospectiva da obra de René Bértholo, que teve um grande impacto. Nesse ano uma das suas monotipias foi apresentada na exposição retrospectiva Making Choices do Museu de Arte Moderna de Nova Iorque. Também expôs por várias vezes em Lisboa, incluindo na Galeria Mundial Confiança, no Chiado, e a exposição Pássaro em Terra na Galeria Ratton. Em 2001, fez a exposição Confusões na Galeria Trem, na cidade de Faro, e quando faleceu estava a expor no Palácio da Galeria, em Tavira, com o título O Sol e a Lua. Nos seus últimos doze anos foi representado pela Galeria Fernando Santos, na cidade do Porto.
Lança em 2001 o seu único disco, Um Argentino no Deserto, editado pela Sirr Records, um conjunto de 18 composições minimais e aleatórias, a remontar à música concreta. Em 2017, o álbum é reeditado em vinil pelo selo da editora Grama.

### Falecimento
René Bertholo faleceu em 10 de Junho de 2005, vítima de doença prolongada.

## Homenagens
Em sua homenagem, a freguesia de Alhandra e o concelho de Vila Franca de Xira criaram a Galeria de Arte Augusto Bértholo. Foi considerado pela Galeria Fernando Santos como uma das principais figuras na pintura contemporânea nacional.

## Obra

Carta do Líbano, 1966, óleo sobre tela, 73 x 116 cm

"A pintura de René Bertholo começa por equacionar de um modo muito pessoal a relação entre figuração e abstração"  e articula-se com os universos da arte pop e do Nouveau réalisme francês. Utilizando técnicas diversificadas, "os seus trabalhos são o registo de pequenos momentos do quotidiano, dos gestos, gostos, tiques, anedotas, sonhos e objetos da vida moderna das cidades" .
O período inicial, habitualmente identificado com a figuração narrativa, "durou apenas cerca de quatro anos, de 62/3 a 66" ; trata-se de um momento decisivo, em que fixa os princípios geradores da obra futura. Em obras como, por exemplo, Carta do Líbano, 1966, Bertholo recorre a sistemas compositivos que viriam a ser recorrentes (acumulação de formas, fragmentação da imagem, etc.) e a um universo de motivos que antecipa, de igual modo, muito do que estava para vir.
A multiplicidade de dispositivos e referências é determinante na configuração das pinturas desta fase, onde vemos confluir "a expressão figurativa, processos do automatismo psíquico de raiz surrealista, a abstração e uma vaga atitude pop. O quadro dentro do quadro, a lógica da banda desenhada, a composição padronizada, sem um centro, os motivos da vida quotidiana sob transformação poética e onírica, a seriação com pequenas variações, o recurso a vários suportes […]" .
A partir de 1966 efetua um desvio que o leva a interromper a pintura sobre tela. Constrói os primeiros objetos com movimento, que denomina "modelos reduzidos" e onde, nas suas próprias palavras, procura "ilustrar um só tema, as manifestações de um elemento natural. [...] As imagens dos meus objetos são sempre muito esquemáticas. Quero que toda a gente as reconheça"; e prossegue mais à frente: "Uma outra característica destes autómatos é a importância visual da parte mecânica (engrenagens de precisão, cremalheiras, calhas, interruptores, motores, programador, etc...). [...] O objeto é constituído não só por ele próprio mas também pelos seus maquinismos, o programador aleatório, o seu cordão umbilical e todos os fios de cor" .

Memórias dum circo, 1991, óleo sobre tela, 116 x 81 cm

A dimensão lúdica de objetos como Palmier (Palmeira), 1966, e Arc-en-Ciel (Arco-iris), 1969-71, interpela o conceito de paisagem, com a colocação em movimento de um ou mais elementos, "numa espécie de animação e objetualização do desenho" .
Motivado por estudos realizados de eletrónica aplicada à arte feitos em Berlim no início dos anos de 1970, Bèrtholo realiza uma série de "máquinas de sons" onde aprofunda algumas das questões anteriormente afloradas e que apresentará apenas a partir de 1995 com os deskoncertos de Mozika. Trata-se de uma "gigantesca e sempre crescente acumulação de módulos que gravam e transformam sons da vida quotidiana" .
A partir de 1974 retoma a pintura, substituindo a acumulação inicial por grupos de imagens; cada pintura integra agora uma narrativa em dois ou mais episódios separados (veja-se, por exemplo, Memórias dum circo, 1991). E surgem os quartos cheios de coisas, um espaço imaginário povoado por "personagens de ficções tradicionais, formas embrionárias entre o vegetal e o animal, puzzles e inventários de objetos diversos do quotidiano banal, um delírio imagético e entrópico, em que evita uma visão unitária" . "Lúdica, onírica e dinâmica a obra de Bèrtholo não é feliz, sonhadora ou rápida. Os seus jogos são perigosos, os seus sonhos são pesadelos, a sua velocidade é abismal. Luzes espectrais, noturnos pesados, pontos de vista vertiginosos […] objetos de cenografia inquietantes, personagens humanas ou os seus duplos animais […] e extraterrestres são os elementos das suas histórias pintadas" .
"O processo de reutilização ou remontagem de figuras e objetos anteriormente apresentados far-se-á nos últimos anos recorrendo ainda à computação gráfica que facilita o recurso estilístico do autor, confirmando uma imagética predileta da qual nunca estiveram ausentes algumas referências autobiográficas" .